# 152830 Дінкінеш
152830 Дінкінеш (попередня назва 1999 VD57) — невеликий кам'янистий астероїд головного поясу діаметром приблизно 760 метрів. Він був виявлений дослідником навколоземних астероїдів Лінкольна (LINEAR) у Сокорро, Нью-Мексико, 4 листопада 1999 року. Дінкінеш має супутник діаметром 220 метрів, який був відкритий під час прольоту космічного апарата Lucy повз астероїд. Подальші знімки астероїда показали, що його супутник є контактно-подвійним, тобто складається з двох об'єктів, які торкаються один одного.

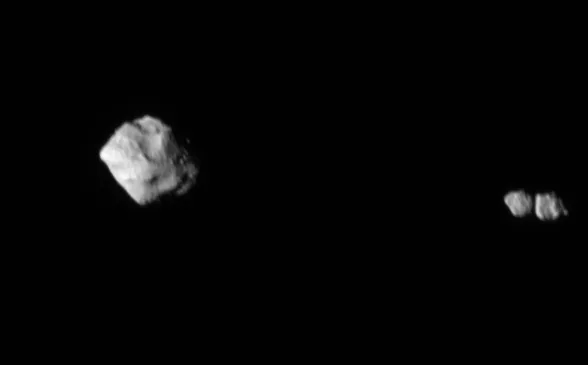
Дінкінеш (зліва) і його супутник (справа). Супутник є контактно-подвійним.

## Назва
Дінкінеш — це ефіопська назва скам'янілості Люсі, на честь якої названа місія Люсі. Ім'я амхарською мовою означає «ти чудова» (ድንቅነሽ). Назва була запропонована командою місії Lucy після того, як астероїд був ідентифікований як пролітаюча ціль, а пізніше вона була схвалена й оголошена Робочою групою з номенклатури малих тіл Міжнародного астрономічного союзу 6 лютого 2023 року.

## Дінкінеш як ціль місії Lucy

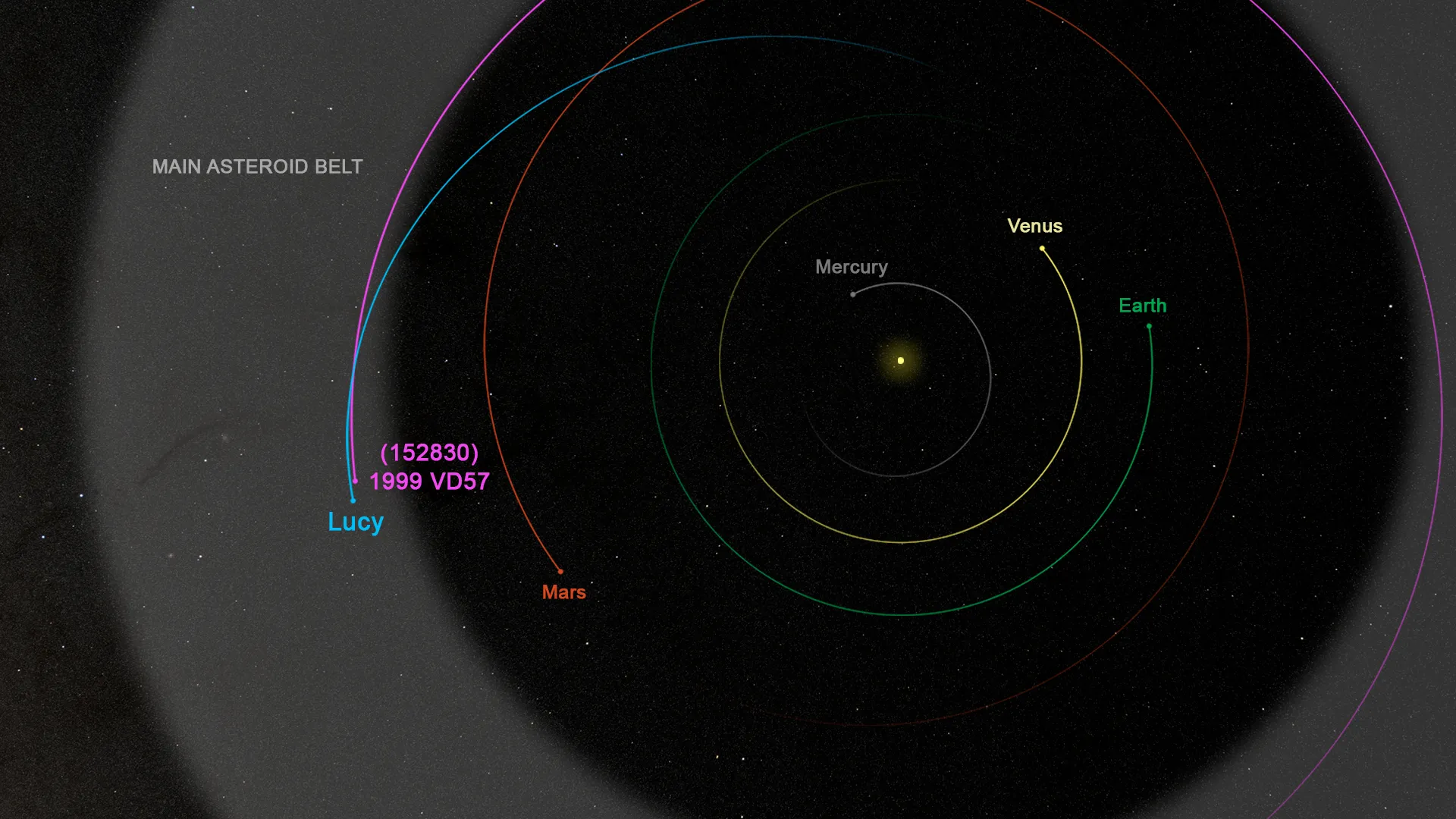
Діаграма орбіти Люсі повз Дінкінеш 1 листопада 2023 року

Дінкінеш був ідентифікований як ціль прольоту для місії NASA Lucy у січні 2023 року. 1 листопада 2023 р. вона наблизилася до нього на 450 км.
Він був визначений як ціль Рафаелем Маршалом, співробітником місії з обсерваторії Ніцци, після запуску Lucy. Астероїд не має помітної кривої блиску, якщо виходити з того, що він може мати приблизно сфероїдальну форму, обертатися полюсом до полюса або обертатися дуже повільно.
Дінкінеш — перший і найменший астероїд, повз який пролетів космічний апарат Lucy; водночас він є найменшим астероїдом головного поясу, який досліджувався космічними апаратами. Проліт повз Дінкінеш був хорошою нагодою протестувати можливості автономного відстеження Lucy, перш ніж апарат застосує їх до своїх основних наукових цілей — троянців Юпітера.
Космічний апарат Lucy зробив перші знімки Дінкінеша 3—5 вересня 2023 року, коли астероїд перебував на відстані 23 млн км від нього. Апарат продовжував знімати Дінкінеш здалеку, щоб спростити оптичну навігацію протягом наступних днів перед прольотом. Оскільки Дінкінеш дуже малий, Lucy не змогла розрізнити деталі його поверхні до дня прольоту. При максимальному зближенні Lucy рухалася зі швидкістю 4,5 км/с відносно Дінкінеша. Очікувалося, що він зробить зображення астероїда з роздільною здатністю 2 м/пікс за допомогою панхроматичної камери L'LORRI, кольорові зображення з роздільною здатністю 15 м/пікс за допомогою камери L'Ralph, а також спектри в ближній інфрачервоній області з роздільною здатністю 24 м/пікс і теплові вимірювання за допомогою спектрометра L'TES. Після прольоту Lucy впродовж чотирьох діб продовжуватиме спостереження за Дінкінешем і вимірюватиме криву блиску астероїда.
2 листопада агенція НАСА підтвердила, що космічний апарат Lucy успішно пройшов повз астероїд Дінкінеш. Протягом тижня після цього він має переслати на Землю всі зібрані під час прольоту дані, зокрема й знімки малого тіла.